# 梅村みずほ
梅村 みずほ (うめむら みずほ、1978年 (昭和53年) 9月10日 - ) は、日本の政治家、元フリーアナウンサー、タレント。参政党所属の参議院議員（2期）、参政党参議院国会対策委員長。
立命館大学文学部卒業後、JTB勤務や「桜 みずほ」名義でのタレント活動を経て、2019年に日本維新の会公認で参議院議員に初当選した。2022年には日本維新の会代表選挙に立候補した。国会では法務委員などに所属。2023年、名古屋入国者収容施設でのウィシュマ・サンダマリ死亡問題に関する発言が問題視され、法務委員会を解任、維新から6か月の党員資格停止処分を受けた。2025年、維新が実施した参院選大阪選挙区の予備選挙で落選し、公認を得られなかったことから同年4月に離党。同年6月末に参政党へ入党し、比例代表候補として参院選に立候補した。
母親がエホバの証人に入信したことで家庭崩壊を経験し、宗教2世問題の救済を訴えている。

## 来歴
愛知県名古屋市生まれ。父の転勤に伴い愛媛県、山口県、滋賀県、富山県で育つ。富山県立呉羽高等学校、立命館大学文学部卒業。2001年4月、JTBに入社。2003年、放送タレントに転身。「桜みずほ」の芸名で関西を中心にラジオ・テレビ番組やイベント司会などで活動した。タレントオフィスともだち所属後、2009年4月からフリーランスとして活動。出産を機にアナウンサーの仕事を離れ、2017年から話し方教室を運営。

### 日本維新の会時代
2019年6月17日、日本維新の会は第25回参議院議員通常選挙において、大阪府選挙区（改選数4）から梅村を擁立すると発表した。当初、党は元大阪市議の伊藤良夏を擁立する方向で調整していたが、伊藤が出産後すぐであることなどから体調を考慮し、発表直前に候補者変更を行い、梅村が急遽、擁立されることになった。梅村の公認決定が公示直前であったことから、知名度不足が課題であったが、松井一郎代表ら党幹部が梅村と共に府内を幅広く回り、「夫婦家族で票の分散を」と呼びかけるなどして、東徹との票割りを行った結果、7月21日の投開票では、大阪府選挙区で得票数1位となり、初当選した。
2022年7月27日、自身のtwitter上で松井一郎の辞任に伴う日本維新の会代表選挙に立候補することを表明。8月4日には松井が会見を行い、代表選では馬場伸幸共同代表を支持する考えを表明するとともに、馬場以外の候補者について「冷や飯を覚悟でやるべきだ」と立候補を強く牽制した。8月8日に梅村は大阪市内で記者会見を行い、正式に代表選挙に立候補する意向を表明。8月27日の投開票の結果、梅村の得票は1,140票に留まり、8,527票を獲得した馬場に大差で敗れた。梅村は落選後、当初は42人の推薦人を確保していたが、他陣営の切り崩しにより、立候補に必要な30人を確保できるかの瀬戸際の戦いであったと明かした。梅村は「今回出馬して本当によかった。お土産は大きかったです」と述べた一方、「今の党の体質を見ていると、次公認されないっていうのもあり得ると思っています」とも述べた。
2023年5月12日の参議院本会議で、2021年に名古屋出入国在留管理局で死亡したスリランカ人女性ウィシュマ・サンダマリについて、「支援者の一言がウィシュマさんに『病気になれば仮釈放してもらえる』という淡い期待を抱かせ、医師から詐病の可能性を指摘される状況につながった恐れも否定できない」と発言した。この発言は遺族や与野党から「事実無根のデマ」として批判された。5月16日の参議院法務委員会で、梅村は遺族の弁護団からの質問状に対し、「事実はありません。しかし可能性は否定できません」と回答し、発言の撤回や謝罪には応じなかった。質疑原稿は、当時の日本維新の会政調会長だった音喜多駿が事前に確認しており、音喜多は5月17日の記者会見で「問題提起として我が党として行った。政調が最後チェックを行った」と説明した。しかし批判の拡大を受け、党執行部は5月18日に梅村を参院法務委員会委員から更迭し、5月26日に「党の指示に反する質問でガバナンスを逸脱した」として党員資格停止6カ月の処分を科した（詳細は「ウィシュマさん死亡事件を巡る発言」節参照）。

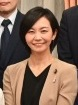
2025年5月12日、台北駐日経済文化代表処にて

改選を迎える2025年夏の第27回参議院議員通常選挙に向けては、2025年2月3日に所属する日本維新の会が大阪府選挙区において、男女それぞれ1名ずつを候補者とする予備選挙を行うと決定し、同月26日に予備選挙の届け出の受付が行われ、現職の梅村含む8人が立候補した。梅村は1次選考では有効投票の298票中139票を得て女性候補者では1位で当選し2次選考に進んだが、4月8日に行われた第2次選考の結果、有効投票数5,986票中2,801票となり、3,185票を得た大阪市会議員で元タレントの佐々木理江に敗れ、現職議員ながら梅村は選考で落選した。その後、同月16日付で日本維新の会に離党届を提出した。21日に梅村はX（旧twitter）を更新。岩谷良平幹事長が9日の会見で予備選について「今回に限った措置」「大阪維新の会の選対を中心に決定したこと」と発言したことなどを挙げ、予備選のルール化が行われず、また予備選の責任者が日本維新の会なのか大阪維新の会なのかが不明だと主張し、「維新のガバナンス不全」が離党の理由だと説明した。同月27日の常任委員会で離党届の取り扱いが協議され、同日付で離党が承認された。

### 参政党時代
同年6月28日、FNNプライムオンラインは梅村が参政党に入党しており、参院選比例区の公認候補として出馬に向けて調整していると報じた。6月30日には記者会見を行い、参政党の比例代表候補者として立候補することを正式に表明した。6月28日付で入党し、29日に党員投票で公認が決まるという急ピッチのスケジュールで出馬が決まったことも説明された。梅村は「自民党や国民民主党から出馬を模索したことも事実です」と述べた上で、自身の方針と党が求められていることが一致していると考えたことが、参政党からの出馬を決めた理由だと説明した。参政党が「カルト、マルチ、陰謀政党」などと呼ばれていることについては、「その点が気にならなかったわけではない」と述べ、入党に際してためらいがあったことを明かした。そのうえで、「党のレギュレーション（規則）がしっかりしており、宗教についても厳格に規定されている」と党組織の体制を紹介。「現職の自分が出馬することで、参政党の政策や党運営の正当性をより裏付けられるのではないか」と説明した。また、「日本人ファーストという、誰もが心に持っていながらも差別と受け取られることを恐れて口にできなかった思いを、堂々と掲げる政党が現れたのは希望だ」とも語った。7月の公示初日の第一声では、オーバーツーリズム対策や外国資本による土地や企業の買収規制などを訴え、「維新から戦力外通告を受けた私を拾ってくれた。この党を日本にふさわしい政党に育てる」と述べた。
7月20日の投開票の結果、211,527票を獲得し党内得票数1位で再選した。選挙期間中、X上では「立憲民主党が政権を取れば日本民族は原住民化するでしょう。『労働力確保』『人口維持』という下心で移民政策を進めればどんな未来が待っているか。暴動相次ぐフランスやレイプ大国となったスウェーデンを知らぬわけではあるまいに。多文化共生庁などお花畑そのものです」と投稿した。さらに、「『メロンパン食べたら死ぬ』は党の公式見解ではございません。国民の皆さまにおかれましてはデマの流布にご注意くださいませ」と記し、メロンパンを手にした自身の写真もXに投稿した。
8月1日、参政党参議院国会対策委員長に就任。

## 政策・主張
- 選択的夫婦別姓について、2019年は「どちらかと言えば賛成」[67]、2025年は「旧姓使用拡大」で対処すべきと回答[68]。
- 憲法改正について、賛成。改正すべき項目に自衛隊の保持の明記、教育環境の整備を挙げた[67]。
- 核武装について「国際情勢次第で検討」と表明[69]。
- アベノミクスについて、どちらかと言えば評価しない[67]。
- 消費税増税について、どちらかと言えば反対[67]。
- 外国人労働者の受け入れ推進について、2019年は「どちらかと言えば賛成」[67]。
- 同性婚について、どちらとも言えない[67]。
- 皇位継承について、女性天皇を容認する一方で、男系継承は維持すべきとの立場を表明[70]。

## 人物
- 夫、長男、長女の4人家族[15][16]。
- 尊敬する政治家は、唐の第2代皇帝・太宗（李世民）[13][71]。
- 愛読書は、唐の太宗の言行録『貞観政要』[13]。
- 好きな食べ物は、お寿司、焼肉、カルパッチョ[13]。
- マイブームは、音楽に浸ること[13]。
- 日本維新の会に入党した理由について、「インターネットで各政党の政策を調べ、一番納得できた」と述べていた[16]。

### 宗教2世として
2022年11月18日の参院本会議で、自身が「宗教2世」であることを明かした。質疑の中で、幼少期に母親が某新宗教（この時は団体名など詳細を語っていない）に入信したことにより家庭崩壊し、「今も傷が癒えることはない。厳しい規律に縛られ、親にコントロールされる生活は緩慢な拷問とも言うべき苦痛を子どもたちに与える」「親の愛情が自分から離れ、心の隙間から人がマインドコントロールされていく過程をつぶさに見てきた」と語り、宗教2世への救済を求めた。加藤勝信厚生労働相は、「（宗教2世の）救済が着実に図れるようにする」と答弁した。
2023年5月18日の参議院法務委員会で、初めて「私は宗教2世、エホバの証人の信者として今なお母と姉が活動をしております」と述べ、上記新宗教が「エホバの証人」であることを明らかにした。
梅村は自身の育った家庭に関して、父が金融業に務める転勤族で、母が専業主婦という、絵に描いたような「昭和の家族」だったとする。母は「長男の嫁」としてのプレッシャーを受けながら生き、「嫁姑戦争」が家庭内で起きたとき、父がいつも自分の母親である祖母の側につくなどしたため、苦しさを抱えこんで宗教に救いを求めたいう。母の入信した教団は特異な性質を持ち、母と姉がその教義に傾倒したことで「歪んだ家庭」となり、母が「長男の嫁にもかかわらず親戚の葬式に（宗教上の理由で）列席できない」といったこともあった。そのため、夫婦の関係は悪化し、父が包丁を持って母を追い掛け回すこともあった。やがて、梅村自身はその宗教の寄り合いなどからは距離を置いた。
梅村は、もし母が経済的に自立して社会としっかり繋がることができていれば、宗教に傾倒していなかった可能性もあるとし、当事者として、配偶者控除の「103万円の壁」や離婚時の財産分与、働きたくても働けない女性の悩みに向き合うとしている。また、安倍晋三銃撃事件によって宗教2世の問題が表面化してきたことから、自身の経験をもとに、今を生きる子どもたちが苦しまなくてすむようにすべきと語っている。

## 騒動

### 検察庁法改正案への発言
2020年5月17日、検察庁法改正案を巡り、自身に複数寄せられた「この案に賛成するなら対立候補に投票する」というメールに対し、「昔流行った不幸の手紙を思い出します」とツイートした。このことに批判が寄せられ、梅村は翌日に謝罪した。

### 政治資金不記載
2020年11月30日、大阪府選挙管理委員会が2019年分の政治資金収支報告書を公表。代表を務める「梅村みずほ後援会」が「日本維新の会国会議員団」から受けた寄付100万円を政治資金収支報告書に記載していなかったことが明らかとなった。その後梅村は収支報告書を訂正し、「秘書が退職し引き継ぎがうまくいかなかった。結果的に管理が行き届かず申し訳ない」と述べた。2023年12月2日には2022年分の収支報告書で再び党国会議員団からの寄付に不記載があったと読売新聞が報じた。不記載の金額は2年分であわせて計300万円で、2022年分の不記載は2023年11月29日に訂正したという。梅村は取材に対し、「初歩的なミスで、指導監督が行き届いていなかった」と改めて謝罪した。

### 公設秘書の傷害事件
2021年4月25日、梅村の公設第一秘書Nが殺人未遂容疑で逮捕された。Nは大阪維新の会の横倉廉幸府議の娘の夫。2018年に「日本維新の会大阪市天王寺区支部」が設立されると、同支部の事務局長に就任し、2019年秋には梅村の公設秘書となった。逮捕に至る経緯および背景は以下のとおり。
同年4月23日、政府は、新型コロナウイルスの感染が拡大している東京、大阪、京都、兵庫の4都府県に緊急事態宣言を発令することを決定した。発令期間は25日から5月11日までの17日間。そうした状況下において、Nは4月24日夜、堺市堺区向陵西町の幼なじみの男性の自宅で複数人で飲酒と食事をした。Nは屋外に出て男性と殴り合いとなり、いったん現場を離れたが、車で戻り、4月25日午前2時45分ごろ、男性宅前の路上で男性を車ではね、さらに車から降りて男性に対して殴る蹴るなど暴行を加えたとされる。男性は頭や足に軽いけがを負った。
同年4月26日、梅村は記者会見で謝罪し、国会議員の歳費を半年分返上する意向を示した。梅村は26日時点では「本人が殺意がなかったと言っているのであれば、本人を信じてあげたいです」などと述べていたが、28日、自身のホームページに「公設第一秘書逮捕に関するお詫び」と題する文書を発表。事件の経緯と謝罪の言葉を掲載し、4月27日にNの解任手続きに入ったこと、受け取らない半年分の議員歳費は、大阪府以外の自治体または医療機関などを対象に、新型コロナウイルス対策を中心とした寄付に充てることなどを明かした。
5月14日、大阪地方検察庁は、Nの罪状を傷害罪に変更したうえで不起訴処分（起訴猶予）にした。関係者によると、被害者側との示談が成立しているという。

### 文通費流用疑惑
2021年5月、梅村に文書通信交通滞在費（文通費）を私的流用している疑惑が浮上した。国会法第38条には、文通費についてその用途を「公の書類を発送し及び公の性質を有する通信をなす等のため」と定めているが、梅村は政治資金として流用した「目的外支出」を行った疑惑が報じられた。

### ウィシュマさん死亡事件を巡る発言
2023年5月12日、出入国管理及び難民認定法改正案の審議で梅村は、出入国在留管理局に収容中の女性が亡くなったウィシュマさん死亡事件を例に挙げ、「資料と映像を総合的に見ると、よかれと思った支援者の一言が、ウィシュマさんに『病気になれば仮釈放してもらえる』という淡い期待を抱かせ、医師から詐病の可能性を指摘される状況へつながったおそれも否定できない」との持論を主張。「支援者の助言は、かえって収容者にとって見なければよかった夢、すがってはいけない『わら』になる可能性もある」とも述べ、議場からは発言を問題視する声が上がり一時騒然となった。
その後、遺族の弁護団が16日に梅村に質問状を送り、発言の根拠をただしたが、同日の参院法務委で梅村は「事実はありません。しかし、可能性は否定できません」と回答。「ハンガー・ストライキによる体調不良で亡くなったのかもしれない」とも述べた。一連の発言について、公明党の高木陽介政調会長は17日の記者会見で、「国会での発言は事実に基づいてすべきで、推測で発言したことが事実でなかった場合、大変な問題になる。不適切だ」と批判。立憲民主党の泉健太代表も「人権感覚を疑う。臆測で本人の名誉を傷つけることはあってはならず、問題発言だ」と述べ、日本共産党や国民民主党からも発言を疑問視する声が相次いだ。17日に遺族らも記者会見を開き、「発言は事実無根のデマ」として、梅村に対し発言の撤回と謝罪を求めた。18日に梅村は参議院法務委員会の質疑に立ち、一連の批判について「どこがデマなのか。根拠はある」と反論。終了後の取材では遺族らが求めている発言の撤回に応じない意向を示した。
維新側は17日時点では音喜多駿政調会長が記者団に「より良い表現方法があったかもしれないが、我が党として問題提起した。ご遺族の受け止めもあるので、説明する義務があり、丁寧に対応していきたい」と述べるなどしていたが、18日には緊急記者会見を開き、藤田文武幹事長は党の指示に従わず不適切な質疑をしたとして、梅村を参議院法務委員会の委員から更迭すると発表した。また馬場伸幸代表は「政治家として未熟だ。字面を読めば遺族が『ひどい』と思うのは当然だ」と述べ、党として処分を検討するとした。会見に同席した音喜多は「遺族、関係者に深くおわびする」と謝罪。17日に梅村に対し同案件に関する質疑の禁止を通達したのにも従わず、18日の法務委員会でも言及したとして、「指示を守らず、党の考え方と相いれない極めて不適切な主張を繰り広げた」と処分理由を説明した。26日、維新は梅村を党員資格停止6ヶ月の処分とした。藤田幹事長は記者会見で「直接的な処分理由は発言内容ではない。指示を聞かず、勝手な判断で質疑に立った。ガバナンスを逸脱した行為だ」と語った。

## 過去の出演
テレビ
- 変わる報道番組#アベプラ（ABEMA）
- 朝まで生テレビ!（テレビ朝日）
- 旬感☆きょうと府（京都放送）
- 情報!奈良チャンネル（奈良テレビ放送）
- 姫路のひろば（サンテレビジョン）レポーター
- びびっとびわこ（びわ湖放送）レポーター
- 新・京都ざんまい（京都チャンネル）レポーター
- 京都千年物語(京都チャンネル）レポーター

ラジオ
- NEO SWING（エフエム京都）キャスター
- こんちわコンちゃんお昼ですよ!（毎日放送、金曜日）
- ニュースライナー（エフエム京都）ラインキャスター
- 港のシネマ舘（FM COCOLO)レポーター
- 加西の町からこんにちは（ラジオ関西）レポーター
- Be Sharp!（FMキタ）

WEB
- 三洋電機 eneloop コンセプト（ナレーション）

## 選挙歴
| 当落 | 選挙                     | 執行日         | 年齢 | 選挙区       | 政党         | 得票数     | 得票率 | 定数 | 得票順位 /候補者数 | 政党内比例順位 /政党当選者数 |
| ---- | ------------------------ | -------------- | ---- | ------------ | ------------ | ---------- | ------ | ---- | ------------------ | ---------------------------- |
| 当   | 第25回参議院議員通常選挙 | 2019年07月21日 | 40   | 大阪府選挙区 | 日本維新の会 | 72万9818票 | 20.88% | 4    | 1/12               | /                            |
| 当   | 第27回参議院議員通常選挙 | 2025年07月20日 | 46   | 参議院比例区 | 参政党       | 21万1527票 |        | 4    | 1/10               | 1/7                          |